# Across the Hall
Across the Hall (bra: Correndo contra o Tempo) é um filme de 2009 dirigido por Alex Merkin.

## Sinopse
Julian, noivo de June, recebe um telefonema de seu melhor amigo avisando que June é infiel e que está prestes a matá-la.

## Elenco
- Mike Vogel como Julian
- Danny Pino como Terry
- Brittany Murphy como June
- Freada Vargas como Anna
- Brad Greenquist como T

## Recepção
Na Variety, John Anderson chamou de "Assustador, mas desigual".
Em sua crítica no Los Angeles Times, Ernest Hardy  disse que "Merkin se esforça demais para floreios estilísticos (como sublinha o hotel hiper-projetado e claustrofobicamente decadente) e acaba quase afundando o conto noir que ele está contando."